# ノーザンプトン (重巡洋艦)
ノーザンプトン (USS Northampton, CL/CA-26) は、アメリカ海軍の重巡洋艦。ノーザンプトン級重巡洋艦の一番艦。艦名はマサチューセッツ州ノーサンプトンに因み、その名を持つ艦としては二隻目。

## 概要
アメリカ海軍が1930年に完成させた重巡洋艦で、ノーザンプトン級のネームシップ。太平洋戦争緒戦では空母「エンタープライズ」を護衛し、第16任務部隊として機動空襲やドーリットル空襲、ミッドウェー海戦に参加した。ガダルカナル島攻防戦から「エンタープライズ」の護衛を他艦に譲り、第17任務部隊として空母「ホーネット」と行動を共にする。1942年10月下旬の南太平洋海戦では航行不能になった「ホーネット」の救援に尽力した。第三次ソロモン海戦時は再び「エンタープライズ」の護衛部隊となった。11月30日、日本軍の東京急行を阻止するためライト提督が指揮する第67任務部隊としてガダルカナル島の鉄底海峡に突入する。ノーザンプトンは日本軍の第二水雷戦隊と交戦して沈没した（ルンガ沖夜戦）。

## 艦歴
「ノーザンプトン」はマサチューセッツ州クインシーのベスレヘム・スチール社、フォアリバー造船所で1928年4月12日に起工、1929年9月5日にグレース・クーリッジ（カルビン・クーリッジ大統領夫人）によって進水し、1930年5月17日にウォルター・N・ヴァーノウ艦長の指揮下で就役した。
就役後、偵察艦隊に編入され、1930年の夏の間は地中海で慣熟航海をおこなった。1931年に重巡洋艦 (CA-26) に類別変更され、1932年からは母港をサンペドロ、後に真珠湾と設定され、主として太平洋で活動した。1940年、「ノーザンプトン」はRCA社製のCXAM レーダー（初期型）を装備する最初の艦艇の1隻となった。1941年9月、レイモンド・スプルーアンス少将が太平洋艦隊所属の第5巡洋艦戦隊司令官に就任、重巡洋艦4隻（ノーザンプトン、チェスター、ペサンコーラ、ソルトレイクシティ）のうち「ノーザンプトン」に将旗を掲げた。

### 第二次世界大戦
1941年（昭和16年）12月7日（日本時間12月8日）の真珠湾攻撃の時、重巡3隻（ノーザンプトン、チェスター、ソルトレイクシティ）と駆逐艦9隻は、ハルゼー提督が座乗する空母「エンタープライズ (USS Enterprise, CV-6) 」を中核とする第8任務部隊として行動していた。第8任務部隊はウェーク島へF4F戦闘機12機を輸送した帰り道で、真珠湾の西200マイル (320 km) の地点を航行中だった。
第8任務部隊は、落伍した日本艦隊を一部でも捕まえられるかも知れないという望みのもとにハワイ南方方面を重視して偵察機を発進させたが、南雲機動部隊はハワイ北方を行動しており、さらに「エンタープライズ」を含む航空部隊や水上部隊の反撃を懸念して戦場を離脱していた。第8任務部隊の索敵は無駄骨に終わった。さらに真珠湾を出撃してオアフ島南西方面を捜索中の味方巡洋艦部隊（ミネアポリス、デトロイト、セントルイス、フェニックス）を日本艦隊と誤認し、攻撃隊を発進させたが「目標」と接敵しなかった。なお第8任務部隊の重巡3隻は索敵のため各艦2機の水上偵察機を発進させており、このうち「ノーザンプトン」所属の2機は零式艦上戦闘機1機を撃墜したと報告した。ハルゼーはニイハウ島に不時着した零戦と推測している。ニイハウ島に不時着した零戦のパイロットは、空母「飛龍」第二次攻撃隊として出撃した西開地重徳（にしかいち しげのり）一飛曹であった。
第8任務部隊は12月8日（日本時間9日）夕刻、すべてが煙と油に包まれ戦艦が痛々しく放置された真珠湾に帰投した。翌9日（日本時間10日）、第8任務部隊はオアフ島北東の捜索に出撃した。ジョンストン島の南へ向かい、その後再び北上してリシアンスキー島とミッドウェー島の西で敵の捜索に当たった。潜水艦「伊70」は、その最初のターゲットとして「エンタープライズ」の急降下爆撃機によって撃沈されたかもしれない。
「伊70」は日本時間9日午後7時に「米空母らしきもの真珠湾に入港」と報告したあと、消息不明となっている。また日本時間12月10日、潜水艦「伊6」はオアフ島東方哨区で敵空母を発見し「〇四一〇大巡二隻及「レキシントン」見ユ「オアフ」島東水道針路六〇度 速力二〇節 本国ニ引揚グルモノノ如シ」と報告した。「伊6」が見たのは空母「レキシントン (USS Lexington, CV-2)」ではなく、「エンタープライズ」であった。

#### 1942年前半
1942年に入ると、アメリカ海軍は無傷だった空母群を最大限活用して日本側に手痛い反撃を与えようと活発に動き始めた。この攻撃が成功すると、日本の南方作戦のスピードが幾分か弱まり、アメリカの士気がいくらか上がると予想された。また日本軍のハワイ攻略やフィジー攻略を防ぐ意味もあった。
1月下旬、大西洋からやってきた空母「ヨークタウン (USS Yorktown, CV-5) 」を基幹とする第17任務部隊（フランク・J・フレッチャー少将）と、「エンタープライズ」以下の第8任務部隊が合流した。空母機動部隊はサモアへの輸送船団の護衛を行った後、マーシャル・ギルバート諸島機動空襲作戦を開始した。第8任務部隊は強力な敵が待ち構えていると考えられたクェゼリン環礁やマロエラップ環礁に向かい、第17任務部隊はブタリタリ、ジャルート環礁、ミリ環礁への攻撃に向かった。第8任務部隊は目標手前で3つに分かれ、「ノーザンプトン」は重巡「ソルトレイクシティ (USS Salt Lake City, CA-25) 」と駆逐艦「ダンラップ (USS Dunlap, DD-384) 」とともにスプルーアンス少将に率いられウォッジェ環礁に向かった。日本軍は「1月12日に伊6が空母レキシントンを撃沈した。」と誤認して大本営発表をおこなっており、アメリカ軍機動部隊は当分行動しないと判断して油断していた。
2月1日朝、スプルーアンス少将の別働隊3隻（ノーザンプトン、ソルトレイクシティ、ダンラップ）は、日本海軍の南洋部隊の第53警備隊が守備するウォッジェ環礁に接近した。環礁内に商船を発見して砲撃を加え、大した敵もいないと思われたため砲撃は最初のうちは順調に行われた。「ノーザンプトン」と「ソルトレイクシティ」の砲撃で海軍一般徴用船「ぼるどう丸」（川崎汽船、6,567トン）を撃沈し、特設砲艦「豊津丸」（摂津商船、2,931トン）を大破放棄に追い込ませた。その他、「ダンラップ」の砲撃で「第十昭和丸」、空襲で「鹿島丸」（第64駆潜隊）を撃沈した他、「第十一昭南丸」を撃破した。しかし、「ノーザンプトン」が潜望鏡のようなものを発見したことにより隊列は乱れ始めた。しかも、スプルーアンス以外の幕僚は「我々は潜水艦に包囲されている」と錯覚する始末であった。砲撃も次第に滅茶苦茶となり反撃も予想されたため、スプルーアンスは2時間弱で砲撃を切り上げハルゼーの本隊に合流し、即座に引揚げた。スプルーアンスは、一連の攻撃の成果は芳しくなかったと評価した。それでも太平洋艦隊司令長官チェスター・ニミッツ大将は戦いぶりを評価し、ハルゼー提督は英雄として扱われた。またスプルーアンスは海軍功労章を授与された。
空母群による奇襲作戦は2月下旬にも実施された。2月14日、「エンタープライズ」を基幹とする新編成の第16任務部隊はウェーク島に打撃を与えるため、ハルゼーに率いられ真珠湾を出撃した。第16任務部隊は空母部隊（空母エンタープライズ、駆逐艦部隊）、スプルーアンス少将の砲撃隊（重巡「ノーザンプトン」「ソルトレイクシティ」、駆逐艦「バルチ」「モーリー」）およびタンカー1隻で構成されていた。2月24日の黎明を待って、砲撃隊はウェーク島に対する艦砲射撃をおこなった。ウェーク島守備隊（第66警備隊）はアメリカ巡洋艦部隊の艦砲射撃について「発射速度が遅く、散布界が大きく、不発弾が多く、技量はよくなかった」と評している。砲台の反撃で駆逐艦1隻が火災をおこした。射撃砲撃開始から約30分後に、予定より遅れてエンタープライズ艦上機が到着して空襲を開始した。1機が墜落し、搭乗員2名は捕虜となった。「ノーザンプトン」達が砲撃中に、3機の日本軍水上機が反撃してきた。「ノーザンプトン」を爆撃したが、爆弾は逸れて命中しなかった。水偵3機も無傷だった。またエンタープライズ艦上機の空襲で日本軍の監視艇2隻を撃沈した。第16任務部隊はさらに南鳥島に向かい、3月4日に攻撃を実施した。3月10日、第16任務部隊は真珠湾に帰投した。
2月と3月の攻撃は、南方作戦そのものには大した動揺を与えなかったが、連合艦隊司令長官・山本五十六大将を神経質にさせるには十分であった。4月8日（日本時間9日）、「エンタープライズ」と重巡2隻（ノーザンプトン、ソルトレイクシティ）を基幹とする第16任務部隊は再び出撃した。4月13日に空母「ホーネット (USS Hornet, CV-8) 」を主戦力とする第17任務部隊と合流し、太平洋を横断する。4月18日、ホーネットを発進したB-25爆撃機が日本列島各地を爆撃した。
4月25日、第16任務部隊は真珠湾に帰投した。補給後の4月30日、第16任務部隊は日本軍のソロモン諸島方面の進撃を封じるべく南西太平洋へ向かったが、到着したのはちょうど珊瑚海海戦が終わったあとであり、第16任務部隊は成果なく帰投して5月26日真珠湾に戻った。5月28日（日本時間5月29日）、アメリカ軍機動部隊（空母「エンタープライズ」「ホーネット」、重巡「ノーザンプトン」「ペンサコーラ」「ミネアポリス」「ニューオーリンズ」「ヴィンセンス」、軽巡「アトランタ」、駆逐艦9、補給部隊）はミッドウェー島に来襲が予想される日本艦隊を迎え撃つため真珠湾を出撃した。ハルゼーは皮膚病で入院したため、第16任務部隊の指揮はハルゼーの指名によりスプルーアンスに委ねられ、その点だけが従前とは異なっていた。珊瑚海海戦の損傷を急遽修理した空母「ヨークタウン」と護衛艦艇が追いかけてきて6月2日に合流し、フレッチャー提督（旗艦「ヨークタウン」）が第16任務部隊と第17任務部隊をまとめて指揮した。ミッドウェー海戦で「ノーザンプトン」は特に損害も受けず、6月13日に真珠湾に帰投した。

#### 1942年後半

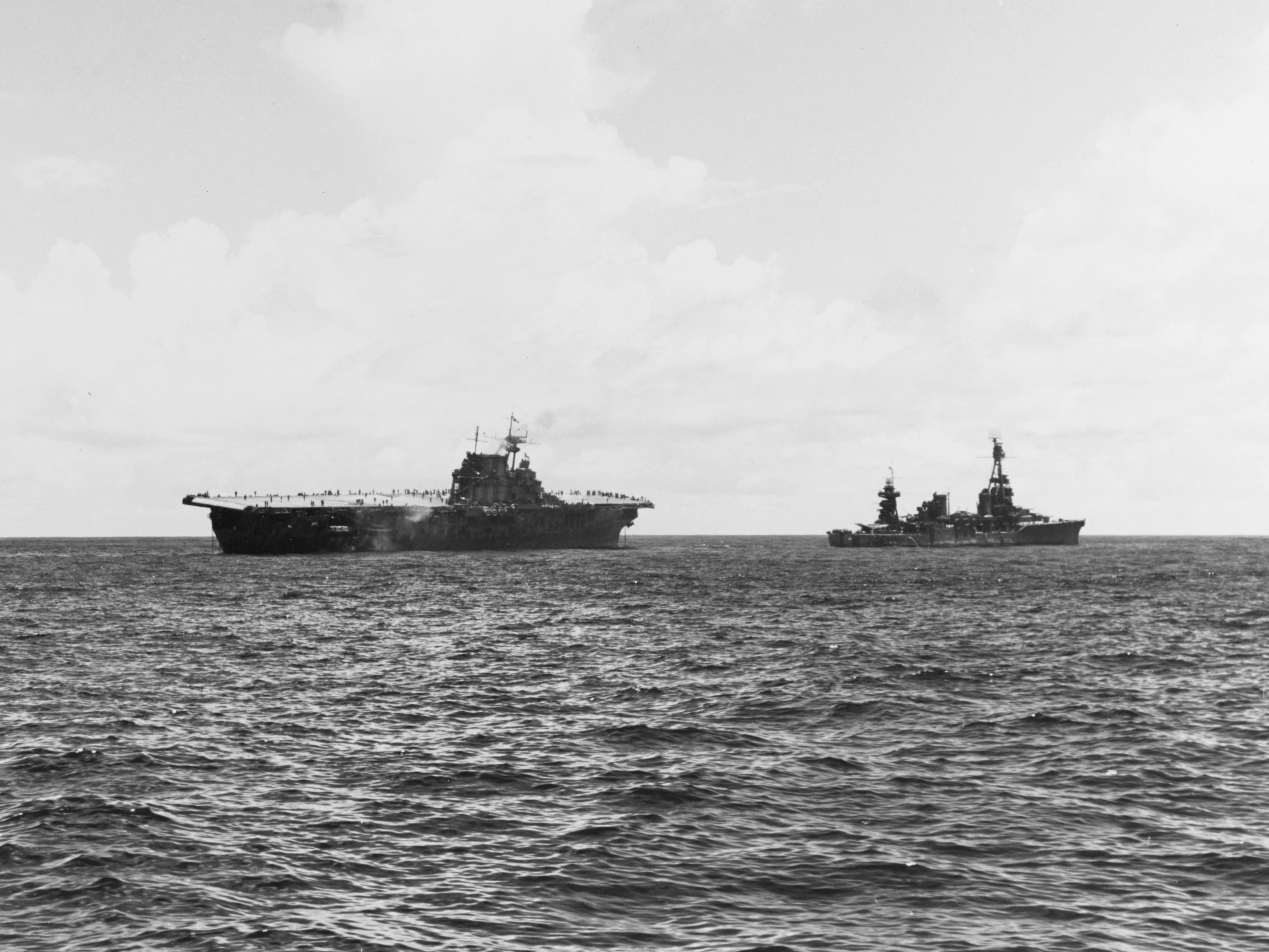
南太平洋海戦で損傷した「ホーネット」を援護する「ノーザンプトン」。1942年10月26日

8月中旬、第17任務部隊（空母「ホーネット」、重巡「ノーザンプトン」「ペンサコーラ」、軽巡「サンディエゴUSS San Diego, CL-53」、駆逐艦6隻）は南西太平洋へ向かい、ガダルカナル島攻防戦に参加した。第17任務部隊が航海中の8月24日、第二次ソロモン海戦で第16任務部隊の空母「エンタープライズ」が中破、戦線を離脱した。8月31日、第11任務部隊の空母「サラトガ (USS Saratoga, CV-3) 」が潜水艦「伊26」の雷撃で損傷し、フレッチャー提督も負傷した。南東方面で健在のアメリカ軍正規空母は、第18任務部隊の「ワスプ (USS Wasp, CV-7) 」（ノイズ少将旗艦）と、第17任務部隊の「ホーネット」に減少した。
9月15日、サンクリストバル島南東を行動中の第17任務部隊と第18任務部隊を、日本潜水艦「伊19」が襲撃する。酸素魚雷6本が発射され、このうち魚雷3本が命中した空母「ワスプ」は、大火災の末に処分された。残りの魚雷3本は第17任務部隊の方向に駛走し、新鋭戦艦「ノースカロライナ (USS North Carolina, BB-55) 」と駆逐艦「オブライエン (USS O'Brien, DD-415) 」に命中した。後者はその損傷が元で後日沈没した。「ノースカロライナ」も修理のために戦線を離脱した。太平洋で作戦行動をとれるアメリカ軍の正規空母は、「ホーネット」（健在）と「エンタープライズ」（修理中）だけになった。
南太平洋海戦時、第17任務部隊はジョージ・D・マレー少将が指揮し、空母「ホーネット」（マレー少将旗艦）、重巡「ペンサコーラ」「ノーザンプトン」、軽巡「サンディエゴ」「ジュノー (USS Juneau, CL-52) 」、駆逐艦6隻で編成されていた。10月24日、第二次ソロモン海戦の損傷から復帰したエンタープライズと、新鋭の戦艦「サウスダコタ (USS South Dakota, BB-57)」、重巡「ポートランド (USS Portland, CA-33) 」、軽巡「サンフアン (USS San Juan, CL-54) 」を基幹とする第16任務部隊が、第17任務部隊に合流した。この2つの任務部隊を、「エンタープライズ」座乗のトーマス・C・キンケイド少将が指揮する。
10月26日の南太平洋海戦における第16任務部隊と第17任務部隊は、日本軍機動部隊（第二艦隊司令長官・近藤信竹中将、第三艦隊司令長官・南雲忠一中将）と交戦する。まず翔鶴飛行隊長・村田重治少佐が指揮する第一航空戦隊第一次攻撃隊が第17任務部隊を襲う。直衛機や対空砲火で村田少佐機を含む多数の日本機を撃墜したが、「ホーネット」も魚雷と爆弾の命中で航行不能になった。マレー少将は「ペンサコーラ」に移乗した。「ノーザンプトン」はホーネットの曳航を命じられたが、曳航作業中に第二航空戦隊（隼鷹）第二次攻撃隊が空襲を開始する。「ノーザンプトン」は3ノットで「ホーネット」を曳航していたが、曳航を中止せざるを得なかった。「ノーザンプトン」は九七艦攻が投下した魚雷を回避したが、ホーネットに魚雷1本（日本側記録3本以上）が命中し傾斜が増大した。さらに一航戦第三次攻撃隊（零戦5、艦爆2、艦攻6〈爆装〉）と二航戦第三次攻撃隊（零戦6、艦爆4）が「ホーネット」を攻撃して爆弾2発が命中（水平爆撃1、急降下爆撃1）、同艦は放棄されるに至った。「ノーザンプトン」と僚艦はホーネット乗組員を救助し、戦場を離脱した。駆逐艦「アンダーソン(USS Anderson, DD-411)」と「マスティン(USS Mustin, DD-413)」が、「ホーネット」を処分するため残された。だが処分完了前に近藤の前進部隊（第二艦隊）においつかれ、ホーネットは駆逐艦「秋雲」と「巻雲」の魚雷で撃沈された。

#### ルンガ沖夜戦（タサファロング沖海戦）
南太平洋海戦以後も、ガダルカナル島を巡る海の戦いは熾烈を極めた。11月11日から14日までの第三次ソロモン海戦における「エンタープライズ」は、ガダルカナル島南方から作戦を支援した。「ノーザンプトン」なども第16任務部隊に加わり、「エンタープライズ」を護衛した。また「エンタープライズ」を護衛していた戦艦「ワシントン (USS Washington, BB-56) 」（リー提督旗艦）と戦艦「サウスダコタ」および駆逐艦4隻は海戦最終局面でアイアンボトム・サウンドに突入し、戦艦「霧島」と駆逐艦「綾波」を撃沈して勝利に貢献した。アメリカ軍は、日本軍輸送船団を撃滅して海戦に勝利した。
輸送船団を失った日本軍は、駆逐艦でドラム缶を曳航する「鼠輸送」でガ島への補給輸送を行うことにした。アメリカ側は、日本軍の駆逐艦を用いた高速輸送作戦を「東京急行」と呼んでいた。ハルゼー大将は、新戦法を考案したキンケイドを「東京急行」を阻止する部隊の指揮官に指名したが、間もなくキンケイドはアリューシャン方面の戦いに引き抜かれ、部隊はカールトン・H・ライト少将に委ねられた。ライト少将は着任後ただちに第67任務部隊を率いて「東京急行」を阻止すべく出撃した。ライト少将は「ミネアポリス」に将旗を掲げており、「ノーザンプトン」は部隊の主力の一角を担った。
11月30日夜半、第67任務部隊はアイアンボトム・サウンドに進入した。これと同時に、西からも第二水雷戦隊司令官・田中頼三少将（旗艦「長波」）率いる外南洋部隊増援部隊の駆逐艦8隻（長波、高波、巻波、親潮、黒潮、陽炎、江風、涼風）がサボ島の西南方からアイアンボトム・サウンドに突入した。
日本側駆逐艦8隻はガダルカナル島を背景にしていたので、アメリカ側のレーダーでも判別しにくかった。第67任務部隊は警戒のため先行していた駆逐艦「高波」（第31駆逐隊司令・清水利夫大佐）を発見すると、砲撃により炎上させた。前衛駆逐艦「ドレイトン (USS Drayton, DD-366) 」「パーキンス（USS Perkins,  DD–377）」「モーリー（USS Maury, DD-401）」「フレッチャー (USS Fletcher, DD-445) 」は魚雷合計20本を発射したが、1本も命中しなかった。
この時、日本側では「高波」が日本時間21時12分に「一〇〇度方向ニ敵ラシキ艦影見ユ」と報じ、まもなく「黒潮」も敵影を認めた。日本側はドラム缶投入準備をおこないつつ沈黙を守ったが、21時15分に「高波」が「敵駆逐艦7隻見ゆ」を報じ、田中少将は21時16分に「揚陸止メ、全軍突撃セヨ」と下令した。21時20分、第67任務部隊の照明弾が一面を照らし、アメリカ側は高波に砲撃を集中した。日本側は酸素魚雷を発射し、第67任務部隊は特に針路も変えず航行し続けたため、巡洋艦5隻と後衛の駆逐艦2隻（ラムソン、ラードナー）は酸素魚雷の槍衾に飛び込んだ。まず先頭を進む旗艦「ミネアポリス (USS Minneapolis, CA-36) 」に魚雷が2本命中し、艦首を吹き飛ばした。「ミネアポリス」の後方を進んでいた重巡「ニューオーリンズ (USS New Orleans, CA-32) 」は、旗艦を回避しようとして魚雷の射線に飛び込んだ。艦首に魚雷が命中して鼻先を失い、速力5ノットとなった。3番艦「ペンサコーラ (USS Pensacola, CA-24) 」は損傷した先行艦2隻を避けるべく左に舵を切ったが、両艦からの火災によって艦影が浮かび上がり、日本側による2度目の雷撃の格好の目標となってしまった。「ペンサコーラ」には1本が後部マスト直下の左舷側に命中し、機械室が破壊され砲塔3基が使用不能になった上、大火災が発生した。4番艦の軽巡「ホノルル (USS Honolulu, CL-48) 」と5番艦の「ノーザンプトン」は転舵して、最初の雷撃を回避した。
「ノーザンプトン」は退避してゆく日本側駆逐艦を追撃し、田中少将の旗艦「長波」を砲撃した。だが11時47分、魚雷2本が「ノーザンプトン」の左舷後部に命中した。第15駆逐隊（親潮、黒潮、陽炎）のいずれかが発射した魚雷だった可能性がある。命中穴は大きく、同一箇所に命中したようだった。「ノーザンプトン」は左に大きく倒れ、火災が発生して手のつけようがなくなった。乗組員は艦を放棄した。駆逐艦「フレッチャー」と「ドレイトン」が救助をおこなう。戦死58名、生存者773名であった。12月1日午前3時4分、「ノーザンプトン」は傾斜して燃えながら沈没していった。アメリカ側は日本側の輸送作戦を阻止したが、「高波」撃沈の代償として「ノーザンプトン」を提供し、他の重巡洋艦もひどく損傷して、戦術的には完敗した。しかしガダルカナル島陸上での戦闘は連合国軍優勢のまま推移しており、大局的には問題にされなかった。
ルンガ沖夜戦における「ノーザンプトン」の戦死者のうち、唯一の士官であったハイラン・エバート（オハイオ州出身）は、妻と母および2人の息子、デヴィッドとスコットを残して戦死した。エバートの名誉を称えるべく、1944年5月11日にフロリダ州タンパのタンパ造船所で建造中のキャノン級護衛駆逐艦の一艦は「エバート (USS Ebert, DE-768) 」と命名され、エバート夫人により進水式が行われた。
「ノーザンプトン」は第二次世界大戦の戦功で6つの従軍星章を受章した。1992年になり、海洋調査学者ロバート・D・バラードのチームがアイアンボトム・サウンドでノーザンプトンを発見した。